# اوشن سیتی (فلوریدا)
اوشن سیتی (به انگلیسی: Ocean City) یک حوزه سرشماری در ایالات متحده آمریکا است که در شهرستان اوکالوسا، فلوریدا واقع شده‌است. اوشن سیتی ۴٫۹ کیلومتر مربع مساحت و ۵٬۵۹۴ نفر جمعیت دارد و ۳ متر بالاتر از سطح دریا قرار دارد.